# سی‌هام، نیو ساوت ولز
سی‌هام (به انگلیسی: Seaham) یک حومه شهر در استرالیا است که در نیو ساوت ولز واقع شده‌است.